# Bree (motorfiets)
Bree is een Oostenrijks historisch merk van motorfietsen.
De bedrijfsnaam was: Motorenbau Theodor Brée, Wien
Bree is in elk geval een van de oudste, misschien wel hét oudste motorfietsmerk uit het toenmalige Oostenrijk-Hongarije. Het kwam al in 1902 op de markt met driehoeksframes waarin eigen 1½pk-eencilindertweetaktmotoren gemonteerd waren. De productie werd echter al in 1904 beëindigd.